# Joliet (Illinois)
Joliet is een stad in de Amerikaanse staat Illinois en telt 150.362 inwoners (2020). Het is hiermee de 3e stad in Illinois en 176e in de Verenigde Staten (2020). De oppervlakte bedraagt 98,6 km², waarmee het de 168e stad van het land is.
De stad is sinds 1948 de zetel van het rooms-katholieke bisdom Joliet in Illinois.

## Demografie
Van de bevolking is 11% ouder dan 65 jaar en bestaat voor 24,7% uit eenpersoonshuishoudens. De werkloosheid bedraagt 6,4% (cijfers volkstelling 2000).
Ongeveer 18,4% van de bevolking van Joliet bestaat uit hispanics en latino's, 18,2% is van Afrikaanse oorsprong en 1,1% van Aziatische oorsprong.
Het aantal inwoners steeg van 78.585 in 1990 naar 106.221 in 2000 en naar 150.362 in 2020.
Naast de gewone bevolking herbergt Joliet ook een grote gevangenispopulatie. In de 19e eeuw werd Joliet Prison er gebouwd en in het begin van de 20e eeuw volgde Stateville Correctional Center, dat zich in het noorden nabij de voorstad Crest Hill bevindt.

## Geboren in Joliet
- Mercedes McCambridge (1916-2004), actrice
- Audrey Totter (1917-2013), actrice
- George Mikan (1924-2005), basketballer
- Ron Nelson (1929-2023), componist, muziekpedagoog en dirigent
- Lynne Thigpen (1948-2003), actrice
- Nick Offerman (1970), acteur, filmproducent en timmerman
- Vince Vieluf (1970), acteur, filmregisseur en scenarioschrijver
- Paul Dillon, acteur en filmproducent

## Klimaat
In januari is de gemiddelde temperatuur -6,3 °C, in juli is dat 23,2 °C. Jaarlijks valt er gemiddeld 921,0 mm neerslag (gegevens op basis van de meetperiode 1961-1990).

## Plaatsen in de nabije omgeving
De onderstaande figuur toont nabijgelegen plaatsen in een straal van 8 km rond Joliet.

## Trivia
- De legendarische film The Sting uit 1973 - van George Roy Hill en met Robert Redford, Paul Newman, Robert Shaw - won 7 Oscars uit 10 nominaties en speelt de eerste helft in Joliet, daarna in Chicago.
- Het eerste seizoen van Prison Break werd opgenomen op locatie in de Joliet Prison in Joliet. Deze gevangenis is sinds 2002 buiten gebruik, de gevangenis heet in de televisieserie Fox River State Penitentiary.
- In de film Blues Brothers zit "Joliet Jake" gevangen in de gevangenis in Joliet. Aan het begin van de film wordt Jake vrijgelaten en gaan de gebroeders op pad om de band weer te reformeren.